# Tom Newman (musicien)
 (septembre 2022).
Si vous disposez d'ouvrages ou d'articles de référence ou si vous connaissez des sites web de qualité traitant du thème abordé ici, merci de compléter l'article en donnant les références utiles à sa vérifiabilité et en les liant à la section « Notes et références ».
Pour les articles homonymes, voir Tom Newman et Newman.
Thomas Dennis « Tom » Newman , né le 7 mai 1943 à Perivale (Angleterre), est un musicien et producteur anglais, connu pour son travail en tant que producteur de plusieurs disques de Mike Oldfield, notamment l'album Tubular Bells, grand succès des années 1970.

## Biographie
Thomas Dennis Newman naît à Perivale (dans le district londonien d'Ealing) le 11 juillet 1943, d'une mère irlandaise et d'un père juif russe de seconde génération, Tom Newman se consacre à la musique à l'adolescence en formant le groupe de skiffle Playboys, puis le groupe de rock Tomcats. Il y est chanteur et guitariste. De 1968 à 1969, il chante au sein de July (en) avec Tony Duhig (guitare), Jon Field (flûte, claviers), Chris Jackson (batterie) et Alan James (basse). 
Le 30 janvier 1969, il se retrouve chez Apple Records pour tenter d'y vendre ses toiles le jour même, par hasard, du concert des Beatles sur le toit. Il réussit à assister à l'évènement et y place une toile derrière la batterie de Ringo Starr qui sera bien visible pendant sa captation sur film.
Il travaille avec Richard Branson à partir de 1970 et l'aide à construire le studio The Manor à Oxford, dans le cadre du développement des activités de Virgin. Il y rencontre Mike Oldfield, alors âgé de 18 ans, qui lui prête une cassette contenant une démo grossière de ce qui allait devenir l'un des plus gros succès des années 1970 : Tubular Bells sort sur le nouveau label Virgin en 1973 et s'avère être un succès fantastique pour l'époque. Tom Newman continue sa carrière en tant que producteur pour Virgin au Manor en 1973 et 1974 et sort un premier album solo en 1975, Fine Old Tom. Il se brouille avec Richard Branson la même année et quitte Virgin.
Dans les années qui suivent, Tom Newman monte plusieurs studios d'enregistrement, continue à produire des albums pour d'autres artistes tout en publiant des albums solos. Avec Mike Oldfield, il a contribué notamment à Hergest Ridge, Platinum, Amarok, Heaven's Open et Tubular Bells II. Il semble brouillé avec Mike Oldfield depuis les années 1990.
Il a eu un fils, Thomas Eduardo, d'un premier mariage en Espagne, en 1966 et un deuxième fils, James Byron, vers 1986.

## Discographie

### Albums solos
- Fine Old Tom (1975)
- Live At The Argonaut (1975)
- Faerie Symphony (1977)
- Bayou Moon (1986)
- Aspects (1986)
- Ozymandias (1988)
- Hotel Splendide [Live] (1997)
- Snow Blind (1997)
- Faerie Symphony And Other Stories (1999)
- Tall Scary Things (1999)
- The Hound Of Ulster (1999)

### Producteur
Liste non exhaustive :
- July de July (1968)
- Tubular Bells de Mike Oldfield (1973)
- Froggy Went A-Courting de Mike Oldfield (1974)
- Hatfield & the North de Hatfield & the North (1973)
- Hergest Ridge de Mike Oldfield (1974)
- Platinum de Mike Oldfield (1979)
- la reprise inédite de « All Right Now » de Free par Mike Oldfield en 1980
- 101 Live Letters (1981)
- la chanson « Islands » sur l'album Islands de Mike Oldfield (1987)
- Amarok de Mike Oldfield (1990)
- Heaven's Open de Mike Oldfield (1991)
- Tubular Bells II de Mike Oldfield (1992)
- Six Elementary Songs de Clodagh Simonds (1996)